# Oroniscus helveticus
Oroniscus helveticus är en kräftdjursart som först beskrevs av Karl Wilhelm Verhoeff 1896.  Oroniscus helveticus ingår i släktet Oroniscus och familjen Oniscidae. Inga underarter finns listade i Catalogue of Life.